# Giannotto Bastianelli
Giannotto Bastianelli (Fiesole, 20 luglio 1883 – Tunisi, 22 settembre 1927) è stato un musicologo e critico musicale italiano.

## Biografia
Compositore e pianista di formazione - fu allievo di Gino Bellìo e Giuseppe Bonamici -, dopo aver insegnato composizione e armonia, si applicò più proficuamente all'attività di musicologo e critico musicale, collaborando con alcuni dei più importanti periodici di area fiorentina. Molto prolifica fu la sua attività all'interno del gruppo della Voce, dei futuristi di Lacerba e del Marzocco, promuovendo e costruttivamente criticando la musica contemporanea. Pur non abbandonando l'attività di compositore e di esecutore - si ricordi, ad esempio, la prima esecuzione italiana del Trio di Maurice Ravel a Firenze - affermò le proprie posizioni all'interno della musicologia italiana, promuovendo anche il manifesto progressista Per un nuovo risorgimento (1911) insieme a Ildebrando Pizzetti, Gian Francesco Malipiero e Ottorino Respighi, e scrivendo uno dei libri più importanti dell'epoca, La crisi musicale europea (1912).
Di posizioni fortemente crociane, non si astenne dal pubblicare saggi e pamphlet su qualsiasi tema musicale contemporaneo, raccolti in volumi quali Il Parsifal (1913, in occasione della prima italiana di Parsifal di Wagner), Musicisti di oggi e di ieri (1914), L'opera e altri saggi di teoria musicale (1921).
Morì suicida a Tunisi all'età di 44 anni.

## Scritti
- Pietro Mascagni, Ricciardi, Napoli, 1910 (edizione moderna: NeoClassica, Roma, 2016, ISBN 978-88-9374-005-0)
- Poemi e Musiche, Montevarchi, 1910
- Dal Terzo Libro di Poemi e Musiche, San Giovanni Valdarno, 1910
- La crisi musicale europea, Pistoia, 1912 (ristampa: Firenze, 1976)
- Musicisti d'oggi e di ieri, Milano, 1914
- Il Parsifal di Wagner, Firenze, 1914
- Critica e pubblico, Bologna, 1919
- L'Opera e altri Saggi di Teoria Musicale, Firenze, 1921
- Il Natale del Redentore, Firenze, 1927

## Composizioni

### Per orchestra
- Sinfonia agreste (1908)
- Illustrazioni sinfoniche sull'Orlando Furioso (1910-11)

### Musica da camera
- Quartetto (1907)
- Quartetto con pianoforte (1911)
- Poema op. VIII, «Festa toscana» per 2 violini, viola e violoncello (1910)
- Sul Bisarno per 2 violini e pianoforte (1914)
- Sonata per violino e pianoforte (1913)
- Sonata per violoncello e pianoforte (1920)
- Concerto per 2 pianoforti (1912-13).

### Per pianoforte
- 3 sonate (1906-14)
- Suite fiorentina (1912)
- Natura morta (1914-16)
- Umoresca (1917)
- Suite in omaggio alle maschere italiane (1920)